# Diego Pescador
Diego Fernando Pescador Castro (Quimbaya, 21 december 2004) is een Colombiaans wielrenner.

## Carrière
In zijn eerste jaar als belofte, in 2023, won Pescador het jongerenklassement in de Ronde van Colombia en werd hij zeventiende in het eindklassement van de Ronde van de Toekomst. In september van dat jaar won hij een etappe in de Clásico RCN, in het Colombiaanse amateurcircuit. In het voorjaar van 2024 eindigde hij op het podium van zowel de GP Palio del Recioto als de Trofeo Piva. Later dat jaar keerde hij terug in de Ronde van de Toekomst, om er ditmaal op de zevende plek te eindigen.
In 2025 werd Pescador prof bij Movistar. In januari van dat jaar maakte hij direct zijn debuut in de World Tour, toen hij aan de start stond van de Tour Down Under.

## Overwinningen
2023
Jongerenklassement Ronde van Colombia

### Resultaten in voornaamste wedstrijden
|      | \| Jaar \| Parijs-Roubaix \| \| ---- \| -------------- \| \| 2025 \| opgave \| |
| Jaar | Parijs-Roubaix                                                                 |
| 2025 | opgave                                                                         |

## Ploegen
- 2023 –  GW Shimano-Sidermec
- 2024 –  GW Erco Shimano
- 2025 –  Movistar Team